# Plavi baršun (1986.)
Plavi baršun (eng. Blue Velvet) je američki film iz 1986. godine kojeg je napisao i režirao David Lynch. Film se sastoji od elemenata film noira i nadrealizma, a u glavnim se ulogama pojavljuju Kyle MacLachlan, Isabella Rossellini, Dennis Hopper i Laura Dern. Naslov je uzet iz istoimene pjesme autora Bobbyja Vintona iz 1963. godine. Iako ga u početku distribucije poznati kritičari nisu voljeli, film danas uživa kultni status, a svojem redatelju je donio drugu nominaciju za prestižnu nagradu Oscar u kategoriji najboljeg redatelja. Kao rezultat redateljeve želje za određenim glumcima, Plavi baršun je također poznat i po tome što je spasio karijeru Dennisa Hoppera te izbacio u orbitu glumicu Isabellu Rossellini koja je do tada bila poznata uglavnom kao model i glasnogovornica kozmetičke kompanije. 
Nakon kritičke i komercijalne propasti Lynchovog prethodnog filma Dina – pješčani planet, redatelj je pokušao razviti "osobnu priču" karakterističnu po njegovom nadrealnom stilu kakvog je prikazao u filmu Eraserhead iz 1977. godine. Scenarij filma Plavi baršun više je puta preskočen kasnih 70-tih i početkom 80-tih godina prošlog stoljeća, a mnogi veliki holivudski studiji odbili su ga snimati zbog njegovog izrazitog seksualnog i nasilnog sadržaja. Nezavisni studio De Laurentiis Entertainment Group, koji je tada bio u vlasniku talijanskog filmskog producenta Dine De Laurentiisa, pristao je financirati i producirati film. Već od samog početka kino distribucije, Plavi baršun stekao je kultni status, plijenio izrazitu pozornost akademika, a danas se smatra Lynchovim najboljim filmom (uz Eraserhead i Mulholland Drive). Mnogi kritičari ga smatraju modernom verzijom film noira (neo noir) koji je bio prisutan u mnogim trilerima od ranih 80-tih pa sve do sredine 90-tih godina prošlog stoljeća. Plavi baršun uglavnom se smatra najboljim filmom Davida Lyncha, a proglašen je jednim od stotinu najboljih filmova svih vremena prema izboru magazina Entertainment Weekly 1999. godine. 
Radnja filma vrti se oko studenta Jeffreyja Beaumonta (MacLachlan) koji, nakon povratka iz posjete svom bolesnom ocu u bolnici, u polju na cesti nađe odsječeno ljudsko uho. Uz pomoć svoje kolegice Sandy Williams (Dern) koja saznaje zanimljive informacije od svog oca, lokalnog detektiva, on odluči istražiti odakle uho dolazi. Istraga Jeffreyja odvodi u mračno podzemlje gradića Lumberton te do seksualne veze s privlačnom pjevačicom Dorothy Vallens (Rossellini) i otkrića psihotičnog kriminalca Franka Bootha (Hopper) koji se bavi drogom, otmicom i seksualnim nasiljem. 

## Radnja
Student Jeffrey Beaumont (MacLachlan), nakon posjete bolesnom ocu, pronalazi ljudsko uho u polju. On nastavlja istraživati slučaj uz pomoć kćeri lokalnog policijskog detektiva, Sandy Williams (Dern), koja mu otkriva informacije dobivene od oca. Istraga će ga odvesti do privlačne i misteriozne žene, Dorothy Vallens (Rossellini), povezane s nasilnim i perverznim psihopatom Frankom (Hopper).

## Glumci
- Kyle MacLachlan - Jeffrey Beaumont
- Isabella Rossellini - Dorothy Vallens
- Dennis Hopper - Frank Booth
- Laura Dern - Sandy Williams
- Hope Lange - Mrs. Williams
- Dean Stockwell - Ben
- George Dickerson - detektiv Williams
- Priscilla Pointer - Mrs. Beaumont
- Frances Bay - tetka Barbara
- Brad Dourif - Raymond
- Jack Nance - Paul

## Reakcije

### Kritike
Film je uglavnom pobrao pozitivne kritike u Sjedinjenim Američkim Državama. 
Nalazi se na listi  "10 najboljih filmova 1986." The New York Timesa.
Paul Attanasio iz The Washington Posta kaže: "Lyncha ne zanima komunikacija. 
On je zainteresiran za paradiranje vlastite osobnosti. 
Radnje se ne razvija, niti produbljuje, već samo postaje čudnija, sve do ne tako sjajnog završetka."

Kritičar The New York Timesa, Janet Maslin, iskazuje divljenje za uloge Hoppera i Rossellini:
"Gdin. Hopper i gđa. Rossellini su daleko izvan granica obične glume. Potpuno su unijeli sebe
u ovu filmsku priču."
 
Sheila Benson iz Los Angelesa Timesa nazvala je film "najbriljantnijim uznemirujućim ostvarenjem sa temom života u malenom američkom gradiću."

Peter Travers, kritičar Rolling Stonea, proglasio je Plavi baršun za najbolji film osamdesetih i remek-djelo američke kinematografije.

Arsen Oremović mu je dao tri od četiri 'kritičarska prsta': "Kultni film Davida Lyncha razmjerno je uredno zaokruženi triler iako se tako možda ne čini zbog posve iščašenog i originalnog stila koji po svaku cijenu bježi u bizarnost."

### Nagrade i nominacije
- Nacionalno društvo filmskih kritičara - 4 nagrade (najbolji film, najbolja režija David Lynch, najbolja sporedna muška uloga Dennis Hopper i najbolja kamera Frederick Elmes)
- Montreal film festival (najbolja sporedna muška uloga Dennis Hopper)
- Independent Spirit Awards (najbolja ženska uloga Isabella Rossellini)
- 2 nominacije za Zlatni globus (najbolja sporedna muška uloga Dennis Hopper i najbolji scenarij David Lynch).
- Nominacija za Oscara (najbolja režija David Lynch)

## Zanimljivosti
- Naslov filma preuzet je od istoimene pjesme Bobbyja Vintona iz 1963.
- Uloga Jeffreya Beaumonta bila je ponuđena Valu Kilmeru, koji je odbio, nazvavši scenarij "pornografskim".
- Nekoliko glumaca, kojima je ponuđena uloga Franka, smatrali su je prezahtjevnom. Za razliku od njih, Dennis Hopper je izjavio "Moram igrati Franka, ja sam Frank".
- Časopis Premiere uvrstio je ovaj film među "25 najopasnijih filmova".[6]

## Vanjske poveznice
- Plavi baršun u internetskoj bazi filmova IMDb-a
- Rottentomatoes.com